# Sound Horizon
Sound Horizon er en japansk musikalsk gruppe med komponisten Revo som leder. De kalder sig for et "fantasy band" eller "story band" og har en anderledes stil med en overordnet historie som udgangspunkt i hver af deres albums. Derudover er de mange albums forbundet, ofte i form at karakterer, der går igen (eks. Thanatos optræder i Moira og Michelle Malebrance fra Pico Magic Reloaded optræder i Roman), referencer til ting forklaret i andre albums (eks. den hvide krage) eller ved stykker af musik, der hører til i andre sange. 

## Historie
Bandet startede ved, at Revo frigav sine musikalske frembringelser på internettet på sin hjemmeside i slutningen af 1990'erne. 
I 2001 deltog Sound Horizon på Comic marked som en del af en Doujin musik cirkel og udgav deres første cd, Chronicle , en helinstrumental CD med lejlighedsvise indtaling, lydeffekter og baggrundskor. Revo samarbejdede med Yokoyan, der den dag i dag stadig laver illustrationerne til Sound Horizons cd'er, og er sammen med Revo de eneste rigtige medlemmer af bandet. Inddragelsen af aktuelle sange fra begyndte deres anden udgivelse, Thanatos, og fremefter. Deres efterfølgende værker blev udgivet på Comic marked og M3.
Sound Horizons første store udgivelse var i 2004 med albummet "Elysion ~ Rakuen e no Zensōkyoku ~" (Elysion ~ Forspil til Paradis ~). Deres første maxi-single, "Shonen wa Tsurugi wo ..." (Drengen tager sværdet og...), som blev udgivet i 2006, indeholder "Shūtan no Ou to Isekai no Kishi" (~ The Endia & The Knights ~"), temaet til PlayStation 2 simulation RPG Chaos Wars og "Kamigami ga Aishita Rakuen ~ Belle Isle ~ ", åbningstema for MMORPG Belle Isle.
I begyndelsen var Aramary Sound Horizons hovedsangerinde og medvirkede i tæt på alle sange, men efter Elysion-albummet brød hun fra gruppen. Hendes afgang førte Sound Horizon til at skifte stil, og der har siden medvirket adskillige forskellige sangere fra album til album. Revo begyndte også selv at synge oftere i de senere albums, fra og med Roman, og har siden altid haft hvad kunne beskrives som en hovedrolle i de forskellige albums. Jimang, der har synget i bandet, har bibeholdt et tæt forhold til bandet, med sin tidligste medvirken i albummet Lost (2002) og sin seneste medvirken i albummet Nein (2015)
Den 3. september 2008 udgav Sound Horizon albummet Moira. Albummet havde Takashi Utsunomiya fra TM Network som en af vokalisterne. Moira lå nr. 3 på Oricons ugentlige albumhitliste og solgte over 45.000 eksemplarer i sin første uge. 
Sound Horizon udgav singlen "Ido e Itaru Mori e Itaru Ido" den 16. juni 2010. Den havde guitaristen Marty Friedman og stemmesyntiziseren Hatsune Miku, sammen med en beta stemmesyntiziser kendt som "Junger März PROTOTYPE β".
I 2012 begyndte Revo et nyt projekt kaldet Linked Horizon, hvor han har produceret musik til Nintendo 3DS spillet Bravely Default og anime-serien Shingeki no Kyoujin. I 2014 komponerede han kendingsmelodien til Sailor Moon Crystal, "Moon Pride", sunget af gruppen Momoiro Clover Z.

## Medlemmer

### Faste medlemmer
- Revo (レヴォ): komponist, arrangementer, guitar, klaver, accordeon m.m.

- yokoyan (よこやん): Tegner, laver billederne til CD'erne

### Andre medlemmer
- Jimang (じまんぐ): sang, kor, narration, voice.
- Saitou "Jake" Shingo (斉藤"Jake"慎吾): guitar, band master, concert master
- YUUKI (ゆうき) (Yuuki Yoshida, 吉田有希): sang, kor.
- KAORI (かおり): sang, kor. Tillige medlem af FictionJunction.
- REMI (れみ): sang, kor
- MIKI (みき): sang, kor
- RIKKI (りっき): sang, kor
- Minami Kuribayashi (栗林みな実): sang, kor
- Mari Endou (遠藤麻里): sang, kor
- Takashi Utsunomiya (宇都宮隆): sang, kor
- Haruka Shimotsuki (霜月はるか): sang, kor, stemmer
- Atsushi Hasegawa (長谷川淳): bas
- Ryou Sakagami (坂上領): fløjte
- Ken☆Ken (けん☆けん): trommer
- Azumi Inoue (井上あずみ): sang, kor
- Eiji Kawai (河合英史): keyboard
- Ike Nelson: Stemmer, fortæller
- Rika Fukami (深見梨加): Stemmer, fortæller
- Watanabe☆Fire (渡辺☆Fire): saxofon
- Hirokazu Ebisu (恵比須弘和): lydeffekter
- Kyouko Ishigame (石亀協子): violin
- Machi Okabe (岡部町): violin
- Mio Wakamatsu (若松美緒): viola
- Maiko Sato (砂糖舞妓): cello
- Tomotaka Saka (坂知学): Manipulator

### Tidligere medlemmer
- Anamary: sang, kor, fortæller, stemmer
- Yasrow: Stemmer
- Haseri (葉芹): Stemmer
- Kii Miyasaka (宮坂紀伊): Stemmer
- Yukari Shinozaki (篠崎ゆかり): violin
- Ayaka Naitou (内藤彩加): sang, kor; afløst af Mari Endou
- Yoshimi Iwasaki (岩崎良美): sang, kor
- Shigeru Tamura (田村滋): bas
- Kyouko Oosako (大迫京子): keyboard, klaver
- Kanako Itou (伊藤佳奈子): violin (solo)
- Kana Strings: Strings ensemble
- Gen Ittetsu (弦一徹): violin (solo)
- Gen Ittetsu Strings: Strings ensemble
- Hanako Uesato (上里はな子): violin
- Naomi Ishikawa (石川ナオミ): percussion
- Ryouji Nanto (南都亮二): trommer

### Seiyū
- Akio Ohtsuka (大塚明夫)
- Rika Fukami (深見梨加)
- Mamiko Noto (能登麻美子)
- Nobuo Tobita (飛田展男)
- Norio Wakamoto (若本規夫)
- Yukana (ゆかな) (Yukana Nogami, 野上 ゆかな)
- Yuuko Minaguchi (皆口裕子)
- Hikaru Midorikawa (緑川光)
- Yukari Tamura (田村ゆかり)
- Souichirou Hoshi (保志総一朗)
- Noriko Hidaka (日高のり子)
- Houko Kuwashima (桑島法子)
- Marina Inoue (井上麻里奈)
- Rikiya Koyama (小山力也)
- Yūichi Nakamura (中村悠一)

## Diskografi

### Doujin albummer
- Chronicle - 30. december 2001
- Thanatos - 11. august 2002
- Lost - 12. december 2002
- Pico Magic - 4. maj 2003
- Pico Magic Reloaded - 17. august 2003
- Chronicle 2nd - 19. marts 2004

### Sound Horizon udgivelser
- Elysion ~Rakuen e no Zensōkyoku~ (ELYSION ～楽園への前奏曲～ lit. Elysion ~Prelude to Paradise~) - 27. oktober 2004
- Elysion ~Rakuen Gensō Monogatari Kumikyoku~ (Elysion ～楽園幻想物語組曲～ lit. Elysion ~Paradise Fantasy Story Suite~) - 13. april 2005
- Shōnen wa Tsurugi wo... (少年は剣を… lit. "A Boy's Sword Is...") - 4. oktober 2006
- Roman - 22. november 2006
- Seisen no Iberia (聖戦のイベリア lit. "Holy War of Iberia") - 1. august 2007
- Moira - 3. september 2008
- Ido e Itaru Mori e Itaru Ido (イドへ至る森へ至るイド Ido e Itaru Mori e Itaru Ido, lit. "Ido der fører til skoven der fører til ido") - 16. juni 2010
- Märchen - 15. december 2010
- Chronology [2005-2010] - 13. april 2012
- "Halloween to Yoru no Monogatari" (ハロウィンと夜の物語 Harowin to Yoru no Monogatari, lit. "Historien om Halloween og natten") - 9. oktober 2013
- VANISHING STARLIGHT (ヴァニシング・スターライト) - 1. Oktober 2014
- Nein - 22. April 2015

### Linked Horizon
- "Luxendarc Shokikō" (ルクセンダルク小紀行 Rukusendaruku Shokikō) - 22. august 2012
- Luxendarc Daikikō (ルクセンダルク大紀行 Rukusendaruku Daikikō) - 19. september 2012
- Bravely Default: Flying Fairy Original Soundtrack (ブレイブリーデフォルト フライングフェアリー オリジナル・サウンドトラック Bureiburī Deforuto Furaingu Fearī Orijinaru Saundotorakku) - 10. oktober 2012
- "Jiyū e no Shingeki" (自由への進撃 lit. "March to Freedom") - 3. juli 2013
- Youth is Like Fireworks" (青春は花火のように "Seishun wa Hanabi no Yō ni"?) - 5. oktober 2015
- Shingeki no Kiseki (進撃の軌跡 lit. "The Trajectory of the Attack") - 17. maj 2017